# Megagrapha exquisita
Megagrapha exquisita är en tvåvingeart som först beskrevs av Malloch 1923.  Megagrapha exquisita ingår i släktet Megagrapha och familjen puckeldansflugor.
Artens utbredningsområde är Maryland. Inga underarter finns listade i Catalogue of Life.